# Louis Motké
Louis Motké (Roermond, 31 mei 1918 - Maastricht, 20 december 1988) was een Nederlands wielrenner.
Motké was als amateurwielrenner een product van de voor de Tweede Wereldoorlog zeer bekendstaande Roermondse wielerbaan, waar hij samen met zijn wielermaatje Piet Gommans successen boekte in koppelkoersen en achtervolging. Hij was professional van 1936 tot 1949. Zijn grootste successen zijn de beide titels als Nederland kampioen op de weg bij de profs in 1940 en 1941. Na zijn wielerloopbaan had Motké een meubelzaak in Genhout.
Motké had drie dochters en een zoon.

## Overwinningen en ereplaatsen
1940
- 1e in NK op de weg, profs

1941
- 1e in NK op de weg, profs

1947
- 3e in de Acht van Chaam

## Tourdeelnames
- geen